# Tommaso Allan
Tommaso Allan (* 26. April 1993 in Vicenza) ist ein italienischer Rugby-Union-Spieler. Er spielt auf der Position des Verbindungshalbs für den französischen Verein USA Perpignan und die italienische Nationalmannschaft.

## Biografie

### Vereinskarriere
Er stammt aus einer Rugbyfamilie: Sein schottischer Vater William Allan und seine italienische Mutter Paola Berlato spielten beide in Italien; sein Onkel John Allan war in den 1990er Jahren Rugby-Nationalspieler sowohl für Schottland als auch für Südafrika. Tommaso Allan erlernte das Rugbyspielen beim Verein Petrarca Rugby in Padua. Später lebte er eine Zeitlang in England, wo er die Europäische Schule Culham absolvierte und der Juniorenabteilung der London Wasps angehörte. 2012/13 hielt er sich in Südafrika auf und verbrachte eine Saison bei den U19-Junioren der Western Province, mit denen er den Currie Cup in seiner Alterskategorie gewann.
Kurz vor Beginn der Saison 2013/14 unterschrieb Allan seinen ersten Profivertrag beim französischen Erstligisten USA Perpignan. Sein Debüt in der Top 14 gab er am 9. September 2013 bei der 16:19-Niederlage gegen Racing Métro. Sein Verein stieg 2014 nach über hundertjähriger Zugehörigkeit zur höchsten französischen Liga in die Pro D2 ab. Nachdem der Wiederaufstieg zweimal in Folge misslungen war, kehrte Allan vor der Saison 2016/17 nach Italien zurück und wechselte zu Benetton Rugby Treviso in der damaligen Pro12. Größter Erfolg war das Erreichen des Viertelfinales der Meisterschaft 2018/19. Nach fünf Jahren zog es Allan vor der Saison 2021/22 nach England zu den Harlequins. Im Dezember 2022 gab er bekannt, dass er ab 2023 wieder für Perpignan spielen wird.

### Nationalmannschaft
Durch seinen Vater war Allan international für Schottland spielberechtigt; so gehörte er 2012 und 2013 der schottischen U20-Auswahl an und nahm an der Juniorenweltmeisterschaft teil. Giampiero De Carli, der für das Gedränge zuständige Trainer bei USA Perpignan, und sein italienischer Teamkollege Tommaso Benvenuti überzeugten ihn jedoch von einem Nationenwechsel. Als Italiens Nationaltrainer Jacques Brunel ihn für die End-of-year Internationals 2013 aufbot, provozierte dies eine Reaktion der Scottish Rugby Union, denn der überraschte Verband ersuchte um Klarheit über seine Absichten. Mit zwei Möglichkeiten konfrontiert, entschied sich Allan schließlich für die italienische Nationalmannschaft. Sein erstes Test Match bestritt er am 9. November 2013 als Einwechselspieler gegen Australien.
Allan etablierte sich rasch als Stammspieler und erzielte seither die meisten Punkte bei Standardsituationen. Ab 2014 nahm er an allen Ausgaben der Six Nations teil. Er trat bei der Weltmeisterschaft 2015 gegen Frankreich, Kanada, Irland und Rumänien an. Bei der Weltmeisterschaft 2019 stand er Namibia, Kanada und Südafrika gegenüber.